# 伊泰佩
伊泰佩是巴西米纳斯吉拉斯州的一个市镇。总面积482.931平方公里，总人口11497人，人口密度23.8人/平方公里。